# كهف فنغوي
كهف فنغوي (بالصينية: 風櫃洞) هو كهف في ماغونغ، بسكادورز، تايوان.